# نحو مجرد
النحو المجرد أو التركيب النحوي المجرد للمعطيات في علوم الحاسوب هو هيكلها الموصوف بنوع معطيات (وربما نوع معطيات مجردة ) مستقل عن أي تمثيل أو ترميز معين. يستخدم هذا خصوصًا في تمثيل النص في لغات الحاسوب والتي تُخزن عمومًا بصورة شجرة تركيب مجردة. يُناقض النحو المجرد الذي يتكون من بنية المعطيات فقط شجرة التحليل التي تتضمن معلومات عن التمثيل أيضًا.